# Nemzeti Tanács (Ausztria)
A Nemzeti Tanács (Nationalrat) az osztrák parlament egyik háza, az alsóház. Az alkotmány a Nemzeti Tanácsot sokkal nagyobb hatalommal ruházta fel, mint a felsőházat, a Szövetségi Tanácsot, vagyis a Nemzeti Tanács a törvényhozás legfelsőbb testülete Ausztriában.

## Feladatai
A szövetségi törvényhozás feladatai a Nemzeti Tanácsnál koncentrálódnak. Egy törvényjavaslat csak akkor válik törvénnyé, ha e testület elfogadja. A Nemzeti Tanács elfogadta törvény megerősítésre a Szövetségi Tanács elé kerülnek. Ha a Szövetségi Tanács rábólint, vagy nyolc hétig nem foglalkozik vele, akkor hatályba lép. Halasztó jellegű vétójoggal rendelkezik, ami azt jelenti, ha  megvétózza a Nemzeti Tanács törvényjavaslatát, az akár újra elfogadhatja ugyanabban a formában, egyszerű többséggel. Másképpen fogalmazva, a Szövetségi Tanács nem képes megakadályozni egy olyan törvény életbe lépését, amelyet a Nemzeti Tanács akar. Háromféle kivétel van:

- A szövetségi államok jogköreit érintő alkotmányerejű törvények és jogszabályok
- A Szövetségi Tanács jogköreit érintő törvények
- A szövetségi államok jogszabályalkotását illető egyezmények

A Szövetségi Tanácsnak előjogai jórészének gyakorlásához a Nemzeti Tanács engedélyére van szüksége. Például a köztársasági elnök elmozdításáról szóló népszavazás kiírásához, vagy a hadüzenet deklarálásához a Nemzeti Tanács kétharmadának a hozzájárulása szükséges.

## Választása
A Nemzeti Tanács tagjait egyfordulós nyílt választáson választják, pártlistás arányos rendszerben öt évre. Minden a választás napjáig 16. évét betöltött osztrák állampolgár jogosult szavazni. A Nemzeti Tanács megválasztása az általános választás Ausztriában. 
- A választáson a kilenc osztrák tartomány egy-egy választókerület. Ezeket összesen 43 helyi választókörzetre osztották. A pártok külön listákat állítanak fel a tartományi, a helyi, és a szövetségi szintre.
- A leadott szavazatokat először a helyi választási körzetben számolják meg. Mivel 43 ilyen körzet van, és 183 szétosztandó mandátum, a legtöbb körzet egynél több képviselőt választ. A szám kizárólag a körzetnek az utolsó népszámlálás megállapította népességén alakul. A körzethatárokat meghatározó szabályok eddig elég egyszerűek voltak, hogy megelőzzék a manipulációs vitákat. Az egy mandátum elnyeréséhez szükséges szavazatszám az összes szavazat és az elérhető mandátumok számának a hányadosa. Például, ha egy ötmandátumos körzetben 150 ezer szavazatot adnak le, 30 ezer szavazat elnyer egy mandátumot. Ha egy párt 61 ezer szavazatot kap egy ilyen körzetben, akkor két mandátumot kap, és a párt helyi listáján felsorolt jelöltek közül az első kettő nyer. Ezer szavazat ebben az esetben a számolás első körében felhasználatlan marad.
- Minden szavazat, amelyet helyi szinten nem használtak fel, a tartományi szintre kerül, amennyiben az adott párt a tartományban megkapta a szavazatok legalább 4 százalékát. A mandátumok szétosztása analóg a helyi szabályokkal, és azokat a mandátumokat osztják szét, amelyek az előző körben nem találtak gazdára.
- A tartományi szinten kiosztatlanul maradt mandátumokkal a szövetségi szinten foglalkoznak, ha a párt elérte a szövetségi szavazatok legalább 4 százalékát. A még ezután is megmaradt mandátumok szétosztására a D’Hondt-módszert használják.

A pártlistára való szavazás mellett, a szavazók egy egyéni jelöltre is szavazhatnak. A szavazatok alapján a jelölt emelkedhet a körzeti listán. Ennek révén a szavazók valamennyire befolyásolhatják, ki nyer el egy bizonyos mandátumot. Azt azonban nem lehet megtenni, hogy valaki X párt listájára szavaz, és ugyanakkor befolyásolja Y párt listáját.

## Alkotmányos státusza

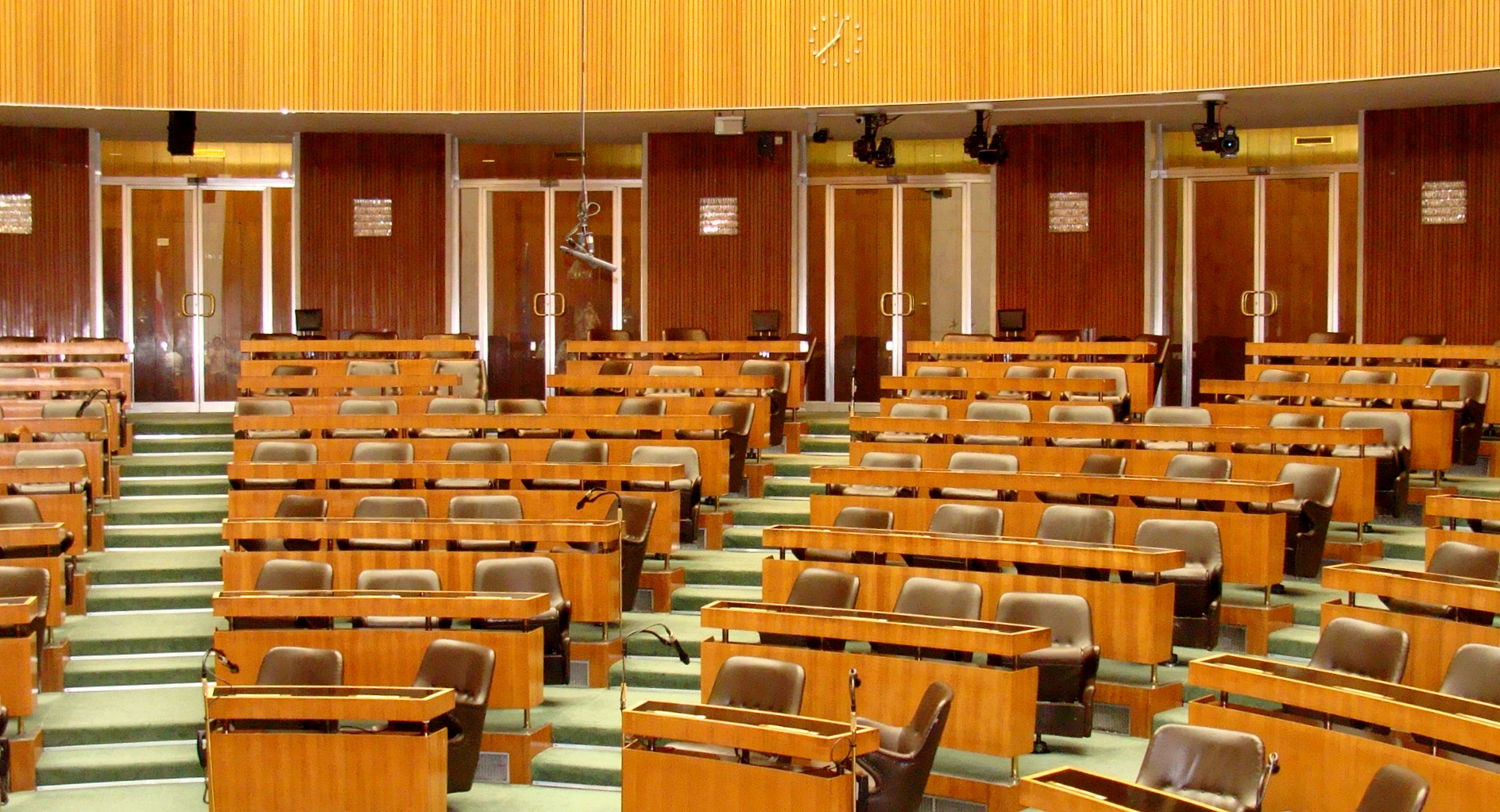
Nemzeti Tanács ülésterme

Az osztrák szövetségi alkotmány Ausztriát félelnöki rendszerként definiálja: a kormányzat végrehajtó ága, vagyis a kormány a köztársasági elnök elnöklete alatt működik, de a törvényhozó ágnak felelős. A valóságban azonban az elnöknek nincs közigazgatási szerepe. Ezt a kancellárra és a kabinetre hagyja, akik pedig a Nemzeti Tanács (a parlamenti alsóház) bizalmától függnek. Elméletben az elnök feloszlathat egy ellenséges Nemzeti Tanácsot, a politikai konvenció alapján azonban az osztrák elnök ezt csak a kancellár tanácsára teszi. Mindezek alapján Ausztria nem elnöki, hanem parlamentáris rendszerként működik. A kormány a Nemzeti Tanács jóváhagyásaira szorul, és az elnöki hatalom nem több, mint formális.
Az osztrák alkotmány a parlamenti elnököt jelöli meg a köztársasági elnök utáni legfontosabb hivatalnokként. Valójában az ő hatalma az elnökénél és a kancellárénál, sőt a legtöbb szövetségi miniszterénél is kisebb: gyakorlatilag a parlamenti vita moderátoraként szolgál.

## Összetétele a 2019-es választás után
A 2019-es választások során az Osztrák Néppárt nyert 37,5%-kal ami 1,789,417 szavazatot és 71 helyet jelentett az Osztrák Nemzeti Tanácsban, őket követte az Osztrák Szociáldemokrata Párt 21.2%-kal, 1,011,868 szavazatot és 40 helyet szereztek. A harmadik legerősebb párt az Osztrák Szabadságpárt, ők 772,666 szavazatot szereztek, ez 16.2% az összes szavazatból és 31 helyet jelent. A negyedik párt az Osztrák Zöld Párt, 664,055 szavazattal azaz 13.9% mandátumaránnyal rendelkeznek, 26 helyet kaptak. Utolsó helyen a Új Ausztria - Liberális Fórum áll, 387,124 szavazattal, ami arányosan 8.1%, és 15 hely. Kormányt alakított az ÖVP, de mivel kisebbségi kormányzásba került volna, bevonta a Zöldeket a kormányzásba, így már a kormány magának tudhatta a többséget a Nemzeti Tanácsban.

## Külső hivatkozások
- Hivatalos weboldal  (angolul)
- Választási szabályok(németül)

## Fordítás
Ez a szócikk részben vagy egészben  a   National Council (Austria) című angol Wikipédia-szócikk ezen változatának fordításán alapul.  Az eredeti cikk szerkesztőit annak laptörténete sorolja fel. Ez a jelzés csupán a megfogalmazás eredetét és a szerzői jogokat jelzi, nem szolgál a cikkben szereplő információk forrásmegjelöléseként.